# Svetozar Ritig
Svetozar Ritig (tudi Rittig), hrvaški teolog, rimskokatoliški duhovnik, zgodovinar in politik, * 6. april 1873, Slavonski Brod, † 21. julij 1961, Zagreb.

## Cerkvena kariera
Ritig je študiral teologijo v Sarajevo in Đakovu, kjer je diplomiral, medtem ko je doktoriral na Dunaju leta 1902. Leta 1895 je prejel duhovniško posvečenje in bil nekaj časa tajnik škofa Strossmayerja.
Pozneje je bil predavatelj cerkvene zgodovine v Đakovu in v Zagrebu. Med letoma 1915 in 1917 je bil župnik župnije Sv. Blaž in med letoma 1917 in 1941 pa osrednje zagrebške župnije Sv. Marka. Upokojen je bil leta 1954.

## Akademska kariera
V svoji akademski karieri se je posvetil predvsem hrvaški cerkveni zgodovini. Njegovo najpomembnejše delo je Povijest i pravo slovenštine u crkvenom bogoslužju, s osobitim obzirom na Hrvatsku, l. sveska od 863 - 1248 (1910). Leta 1947 je postal član JAZU.
Med drugim si je prizadeval za ustanovitev Staroslovanskega inštituta, katerega je vodil od leta 1952 do svoje smrti.

## Politična kariera
Kot član Hrvaške stranke prava je bil med letoma 1908 in 1918 član Sabora. Leta 1918 je postal član Narodnega sveta SHS. Po ustanovitvi Kraljevine SHS je postal član Hrvaške družbe in bil med letoma 1919 in 1920 član Začasnega narodna predstavništva. Med letoma 1917 in 1932 je poslanec v Mestnem predstavništvu. 
Zaradi kritike Anteja Pavelića so ga ustaši preganjali leta 1941. Umaknil se je na italijansko-zasedeno ozemlje in se povezal z NOG. 13. septembra 1943 je vstopil v NOVJ. Bil je član ZAVNOH in predsednik Komisije za verska vprašanja ZAVNOH. Po vojni je bil zvezni in republiški poslanec, minister,...